# Giovanna di Coesme
Giovanna di Coesme o di Cöesmes (1560 – Chartres, 27 dicembre 1601) è stata una nobile francese.
Era figlia di Luigi di Coesmes, barone di Lucé, e di Anna di Pisseleu.
Nel 1574 sposò Luigi, conte di Montafià (†1577), capitano di Enrico III, al quale diede due figlie:
- Urbana, andata sposa a Luigi de La Chätre;
- Anna (1577 – 1644), andata sposa il 27 dicembre 1601 a Carlo di Borbone-Soissons.

Cinque anni dopo la morte del marito, che fu assassinato ad Aix-en-Provence, andò sposa a Francesco di Borbone-Conti (1588 – 1614), al quale tuttavia non diede figli. Morì mentre si recava al matrimonio della figlia di primo letto, Anna.